# Route nationale 158
Die Route nationale 158, kurz N 158 oder RN 158, war eine französische Nationalstraße.
Sie wurde 1824 in zwei Teilen zwischen Caen und Tours festgelegt wurde. Sie geht auf die Route impériale 178 zurück. Ihre Gesamtlänge betrug 157 Kilometer.
Südlich von Le Mans werden knapp sechs Kilometer der Straße für das 24-Stunden-Rennen von Le Mans verwendet. 1973 wurde der südliche Teil, der zwischen Le Mans und Tours verläuft, von der Nationalstraße 138 übernommen. Dieser ist seit 2006 abgestuft. Im gleichen Jahr wurde auch von Nordteil der Abschnitt zwischen Falaise und Sées abgestuft, da parallel die Autobahn 88 gebaut wurde, die dann ab 2007 bis 2010 nach und nach in Betrieb genommen wurde. Zwischen Caen und Falaise ist die Nationalstraße als Schnellstraße ausgebaut. Diese soll zur Autobahn ausgebaut werden und dann in die A88 umgewidmet werden.

## Streckenverlauf
| Position | höchste zulässige Gesamtgeschwindigkeit | Fahrbahnen | km                                       | Typ                    | Breitengrad | Längengrad |
| -------- | --------------------------------------- | ---------- | ---------------------------------------- | ---------------------- | ----------- | ---------- |
| 1        | 110                                     | 2          | Beginn der Autobahn (T) mit Kreisverkehr | Porte d'Espagn         | 49.1455     | −0.3387    |
| 2        | 110                                     | 2          | Teil-Anschlußstelle                      | Einkaufszentrum        | 49.1421     | −0.3370    |
| 3        | 110                                     | 2          | Vollständige Anschlussstelle             | Ifs                    | 49.1371     | −0.3340    |
| 4        | 110                                     | 2          | Vollständige Anschlussstelle             | Hubert-Folie           | 49.1232     | −0.3262    |
| 5        | 110                                     | 2          | Teilausgebautes Dreieck                  | A814 D562_14           | 49.1042     | −0.3152    |
| 6        | 110                                     | 2          | Vollständige Anschlussstelle             | Lorguichon             | 49.0878     | −0.3057    |
| 7        | 110                                     | 2          | Vollständige Anschlussstelle             | la Jalousie            | 49.0741     | −0.2978    |
| 8        | 110                                     | 2          | Vollständige Anschlussstelle             | Cauvicourt             | 49.0423     | −0.2797    |
| 9        | 110                                     | 2          | Teil-Anschlußstelle                      | Grainville-Langannerie | 49.0232     | −0.2681    |
| 10       | 110                                     | 2          | Teil-Anschlußstelle                      | Grainville-Langannerie | 49.0158     | −0.2623    |
| 11       | 110                                     | 2          | Teil-Anschlußstelle                      | Potigny                | 48.9820     | −0.2474    |
| 12       | 110                                     | 2          | Teil-Anschlußstelle                      | Potigny                | 48.9756     | −0.2396    |
| 13       | 110                                     | 2          | Teil-Anschlußstelle                      | Bons-Tassilly          | 48.9498     | −0.2205    |
| 14       | 110                                     | 2          | Rastplätze                               | Soulangy               | 48.9358     | −0.2090    |
| 15       | 110                                     | 2          | Ende der Autobahn                        | A 88                   | 48.9149     | −0.2074    |